# جوردان سيبروك
جوردان سيبروك (ولد 27 يونيو 1987 في إنديانابوليس) هو لاعب كرة قدم أمريكي.

## مسيرته
التحق سيبروك بمدرسة "نورث سنترال هاي سكول" في إنديانابوليس، ولعب كرة القدم في جامعة جنوب فلوريدا، حيث تم اختياره أربع مرات في بطولة كل الشرق الكبير (All Big East)، وساعد فريقه في بطولة الموسم العادي لعام 2005، وبطولة الشرق الكبير لعام 2008. ، وثلاث تصفيات لبطولة الرابطة الوطنية لرياضة الجامعات (ان سي اي اي) أعوام 2005 و2007 و2008.
لعب مع نادي فآسا الفنلندي بين 2013-2015.

## روابط خارجية
- جوردان سيبروك على موقع قاعدة بيانات كرة القدم.إي يو (الإنجليزية)
- جوردان سيبروك على موقع Soccerway.com (الإنجليزية)
- كريستال بالاس بالتيمور الحيوي